# タイの国王
タイ国王（タイこくおう、พระมหากษัตริย์ไทย）は、タイの元首である。
憲法によればその地位は「尊敬し崇拝すべき地位」（第8条）として人民の最高点に立つ人物とされており、「タイ軍の総帥」（第9条）として軍隊の中で最高の階級が与えられ、「仏教徒であり且つ宗教の保護者」（第10条）として宗教界の頂点に立つとされている。一般のタイ国民との大きな違いとして、国王はその行為に関して無答責、「何人も問い詰めたり告訴する事は出来ない」（第8条）地位にある。また、仏暦2499年刑法（1956年）の112条（国王、王妃、王位継承者および摂政に対して侮辱、軽蔑、あるいは害をなそうとするものは、3年から15年の禁固刑に処す）によって国王に対する侮辱には罰則が与えられており、国王は特権的な位置づけがなされている。
注：以下の文章の括弧内は元になった法律や条項を指す。括弧の中に法律名が無い場合、仏暦2540年タイ王国憲法を指すとする。

## 国王の役割

### 立法
- プララーチャバンヤット (พระราชบัญญัติ)
  - プララーチャバンヤット案（以下、法案とする）が人民代表院、上院を通過した場合、内閣総理大臣によって20日以内に国王に送付される。この時点で国王が署名を行えば、官報に告示されプララーチャバンヤット（以下、法律とする）として効力を有するようになる。90日を越えても法案に国王の署名がなされずに返送された場合は再審議がなされる。この後再可決され、内閣総理大臣が国王に法案を送付し、国王が署名を行えば官報に告示して法律として効力を有するようになる。国王に送付された法案が30日以内に国王の署名を受けずに返送された場合、法案は国王が承認したものと同様に、内閣総理大臣によって官報に告示され法律としての効力を有する（93から94条による）。つまり、国王は法律を絶対的に拒否する権限はなく、国王自身もつとめて法案に対する署名の拒否を自粛する傾向にある。ただし、2003年には両院を通過した誤字脱字だらけの法案が国王によって署名を拒否され返送されるということもあった。
- 勅令（プララーチャカムノット）(พระราชกำหนด)
  - 緊急事態に際して、内閣の助言に基づいて国王の署名を記した法的拘束力のある条文である。後に国会で審議され国会が承認しない場合や憲法裁判委員会によって違憲判決が出されると効力を失う（218条から219条）。国会が解散中であったり招集が行えない場合（特に緊急事態など）においてある法案の施行に緊急を要す場合に出されるもの。
- 上院議員
  - 国王は上院議員の任命を行うことが出来る。

### 行政
- 勅命（プララーチャボーロマオンカーン）
  - 国王の政治的な宣言・行為などである。内閣、国会、枢密院の助言によって行われる。具体的には国会召集や王室典範などの改訂を言う。
- 勅諭（プララーチャクリッサディカー）
  - 国王には法律に基づいた勅諭を発布する権限がある（221条）。勅諭とは非常に具体的なものであり公務員の給料の設定などのことである。
- 戒厳令
  - 国王には戒厳令を発する権限がある（222条）。ただし軍部にも戒厳令を発する権利がある。
- 宣戦布告
  - 国王には国会の承認を持って宣戦布告する権限がある（223条）。
- 条約締結
  - 国王には諸外国と条約を締結する権限がある（224条）。ただし、条約に領土の変更が内容に盛り込まれていた場合は国会の承認を要する。
- 国務大臣の解任
  - 国王には内閣総理大臣の助言により国務大臣を解任する権限がある（217条）。
- その他
  - 恩赦の施行（225条）、官位・勲章の授与・剥奪（11条および226条）、内務大臣次官・局長クラスの地位にあるものの解任。テーサバーンの承認（仏暦2476年テーサバーン法）など。

### 司法
- 裁判所の審理と判決
  - 審理と判決は国王の名前に基づいて裁判を行わなければならない（223条）。
- 裁判官
  - 国王は司法公務員規制法によって設置された司法委員会での承認をもって裁判官を任命および罷免することが出来る（251条および252条）。

### 王室
- 枢密院
  - 枢密院は王の顧問官である。国王は枢密院議長1人および枢密院顧問18名を意のままに勅命によって任命・解任出来る（12、13、14条）。枢密院議長が議長として公務を行うことが出来ない場合は顧問の内誰か一人が代行する（20条）。後述するように、王位継承者の選定は国王に権限があるが、顧問官は、王室典範で言及される王位継承者の人格を国王に指摘する事が出来る存在であり、国王に大きな影響を持つ存在といえる。
- 摂政
  - 国王が国内に不在時あるいは出家、幼少などの理由で公務が遂行できない場合に置かれる。国王が理由あって摂政を任命できない場合は摂政となるにふさわしい者を選び出し、国会の承認を経て摂政とする。この摂政を選出するまでの期間は枢密院議長が摂政を代行する（18、19、20条）。摂政とは前述したように国王が公務を行えない場合に公務を代行する存在である。摂政もまた侮辱すると不敬罪に問われる。

### その他
無視できない国王の役割として、サリット政権以降頻繁にみられるようになった、慈善活動、天災による被災地の慰問、学芸支援、軍や警察の慰問などがある。これは民衆との触れ合いによって国王自体の支持基盤を民衆に植え付け、前述したような権力の源泉としての国王を強化する目的があると考えられる。
また国王にはサイアム・セメントなどの企業を有し、すでに財閥化したと言える王室財産局のリーダーでもあり、企業人という性格も併せ持っている。

## 王位継承権
王位継承者は仏暦2467年王室典範に基づくところによって国王の意志で決定することが出来る。国王が生前に王位継承者を任命していない場合は枢密院が国会に王位継承者を示すことが出来る。その間は摂政が国王を代理する（22条から24条）。なお、実際には王位継承者は現在の所、モムチャオ以上の王族から選ばれることになっている。